# Long Tall Shorty
I Lang Tall Shorty, conosciuti anche con l'acronimo di LTS, sono un gruppo mod revival inglese formatosi nel 1978 a Londra.

## Storia del gruppo
Nati nel 1978 come punk rock band sotto il nome di The Indicators dall'unione tra il batterista Mark Reynolds, il chitarrista e cantante Tony Perfect ed il bassista Jimmy Grant, si fecero subito conoscere al grande pubblico come band di supporto degli Sham 69.
Nel 1979 venne registrato il primo singolo autoprodotto 1970's Boy, e alla band si aggiunge anche un secondo chitarrista Stewart England con il quale realizzarono ed incisero altri brani, tra cui By Your Love che andò così a completare il primo LP della band, che aveva appena cambiato nome in Long Tall Shorty, prendendo spunto da una canzone dei The Kinks.
Nel 1980 parteciparono ad alcune date come gruppo di supporto dei The Chords, prima di cambiare formazione dopo l'addio di Mark Reynolds e Jimmy Grant, che vennero sostituiti da Keith Mono alla voce e Grimbull alla batteria, spostando Tony Perfect dalla chitarra elettrica al basso.
Con la nuova formazione i Long Tall Shorty registrarono altri demo prima dell'addio dei neo-arrivati Keith Mono e Grimbull, che vennero Derwent alla batteria e John Kiely al basso, facendo tornare Tony Perfect al suo ruolo originale di cantante e chitarrista.
Nel 1981 esce il nuovo singolo su LP Win or Lose/Ain't Done Wrong, e la band parte per una serie di concerti prima di sciogliersi nel 1982 quando il frontman Tony Perfect entra a far parte degli Angelic Upstarts.
Nel 2002 la band si riunisce registrando l'album Bird in the Hand per l'Acid Jazz Records, e nello stesso anno Completely Perfect, una rivisitazione di quasi tutti i demo registrati nella prima parte di carriera dei Long Tall Shorty.
Nel 2005 esce No Good Women, il terzo album discografico, caratterizzato da sonorità decisamente rhythm and blues, mentre nel 2007 si ha l'ennesimo cambio di formazione, al termine del quale la band è così composta: Tony Perfect (chitarrista/cantante), John Woodward (bassista/seconda voce) e Jim Piddington (batterista).
Nel 2009 escono con il quarto album The Sounds Of Giffer City sotto l'etichetta discografica Time For Action Records, che vede un ritorno alle sonorità mod dei primi anni ottanta, insieme al quale comincia l'omonimo tour europeo che vede suonare i LTS impegnati per la prima volta in Germania, Spagna e Italia.

## Membri

### Formazione

#### Formazione attuale
- Tony Perfect - Cantante e chitarra
- John Woodward - basso
- Jim Piddington - batteria

### Ex componenti
- Jimmy Grant - Bassista
- Mark Reynolds - Batterista
- Keith Mono - Cantante
- Grimbull - Batterista
- John Kiely - Bassista
- Derwent - Batterista

## Discografia

### Album
- 2002 - Bird in the Hand (Acid Jazz Records)
- 2002 - Completely Perfect
- 2005 - No Good Women
- 2009 - The Sounds Of Giffer City

### Singoli
- 1979 - By Your Love/1970's Boy (WEA)
- 1981 - Win Or Lose/Ain't Done wrong